# Open Nederlandse kampioenschappen kortebaanzwemmen 2009
De Open Nederlandse kampioenschappen kortebaanzwemmen 2009 werden gehouden van 18 tot en met 20 december 2009 in het Sloterparkbad in Amsterdam.

## Wedstrijdschema
Hieronder het geplande tijdschema van de wedstrijd, alle aangegeven tijdstippen zijn Midden-Europese Tijd.
| Vrijdag 18/12 | Zaterdag 19/12 | Zondag 20/12 |
| --- | --- | --- |
| Series - vanaf 9:00 uur | | |
| 400 m vrij mannen 400 m vrij vrouwen 200 m rug mannen 200 m rug vrouwen 100 m school mannen 100 m school vrouwen 200 m vlinder mannen 200 m vlinder vrouwen 50 m vrij mannen 50 m vrij vrouwen 200 m wissel mannen 200 m wissel vrouwen 4×200 m vrij mannen 4×100 m vrij vrouwen | 100 m vlinder vrouwen 100 m vlinder mannen 200 m school vrouwen 200 m school mannen 50 m rug vrouwen 50 m rug mannen 400 m wissel mannen 200 m vrij vrouwen 200 m vrij mannen 800 m vrij vrouwen 4×100 m wissel vrouwen 4×100 m vrije mannen | 100 m vrij mannen 100 m vrij vrouwen 100 m rug mannen 100 m rug vrouwen 50 m school mannen 50 m school vrouwen 400 m wissel vrouwen 50 m vlinder mannen 50 m vlinder vrouwen 1500 m vrij mannen 4×100 m wissel mannen 4×200 m vrij vrouwen |
| Finales - vanaf 16:30 uur | | |
| 400 m vrij mannen 400 m vrij vrouwen 200 m rug mannen 200 m rug vrouwen 100 m school mannen 100 m school vrouwen 200 m vlinder mannen 200 m vlinder vrouwen 50 m vrij mannen 50 m vrij vrouwen 200 m wissel mannen 200 m wissel vrouwen 4×200 m vrij mannen 4×100 m vrij vrouwen | 100 m vlinder vrouwen 100 m vlinder mannen 200 m school vrouwen 200 m school mannen 50 m rug vrouwen 50 m rug mannen 400 m wissel mannen 200 m vrij vrouwen 200 m vrij mannen 800 m vrij vrouwen 4×100 m wissel vrouwen 4×100 m vrije mannen | 100 m vrij mannen 100 m vrij vrouwen 100 m rug mannen 100 m rug vrouwen 50 m school mannen 50 m school vrouwen 400 m wissel vrouwen 50 m vlinder mannen 50 m vlinder vrouwen 1500 m vrij mannen 4×100 m wissel mannen 4×200 m vrij vrouwen |

## Medaillespiegel
| Plaats | Club                   | Goud | Zilver | Brons | Totaal |
| 1      | NZA                    | 12   | 9      | 6     | 27     |
| 2      | Eiffel Swimmers PSV    | 10   | 12     | 7     | 29     |
| 3      | AZ&PC                  | 5    | 4      | 6     | 15     |
| 4      | De Dolfijn             | 4    | 4      | 4     | 12     |
| 5      | Ealing SC              | 3    | 2      | 1     | 6      |
| 6      | TriVia                 | 2    | 0      | 0     | 2      |
| 7      | Denemarken             | 1    | 1      | 3     | 5      |
| 8      | Hellas-Glana           | 1    | 0      | 0     | 1      |
| 9      | University of Stirling | 0    | 3      | 1     | 4      |
| 10     | City of Sheffield      | 0    | 2      | 0     | 2      |
| 11     | Team Groningen         | 0    | 1      | 1     | 2      |
| 12     | Zwitserland            | 0    | 0      | 3     | 3      |
| 13     | De Columbiaan          | 0    | 0      | 1     | 1      |
| 13     | DZ&PC                  | 0    | 0      | 1     | 1      |
| 13     | ZV Orca                | 0    | 0      | 1     | 1      |
| 13     | OZ&PC                  | 0    | 0      | 1     | 1      |
| 13     | WVZ                    | 0    | 0      | 1     | 1      |
| 13     | Vikings de Rouen       | 0    | 0      | 1     | 1      |
| Totaal | Totaal                 | 38   | 38     | 38    | 114    |

## Podia

### Legenda
- WR = Wereld record
- ER = Europees record
- NR = Nederlands record
- NRv = Nederlands record verenigingen
- NR15 = Nederlands record 15 jaar
- NR16 = Nederlands record 16 jaar
- NR17 = Nederlands record 17 jaar
- NR18 = Nederlands record 18 jaar
- CR = Kampioenschaps record

### Mannen
| Onderdeel            | Goud                                                                              | Goud        | Zilver                                                                               | Zilver   | Brons                                                                                    | Brons    |
| -------------------- | --------------------------------------------------------------------------------- | ----------- | ------------------------------------------------------------------------------------ | -------- | ---------------------------------------------------------------------------------------- | -------- |
| Vrije slag           |                                                                                   |             |                                                                                      |          |                                                                                          |          |
| 50 m                 | Robin van Aggele AZ&PC                                                            | 22,26       | Bastiaan Tamminga Eiffel Swimmers PSV                                                | 22,42    | Stefan de Die NZA                                                                        | 22,47    |
| 100 m                | Stefan de Die NZA                                                                 | 48,74       | Bas van Velthoven NZA                                                                | 49,06    | Robin van Aggele AZ&PC                                                                   | 49,75    |
| 200 m                | Stefan de Die NZA                                                                 | 1.45,99     | Sebastiaan Verschuren NZA                                                            | 1.46,15  | Bas van Velthoven NZA                                                                    | 1.47,70  |
| 400 m                | Job Kienhuis Eiffel Swimmers PSV                                                  | 3.46,17     | Andrew Hunter University of Stirling                                                 | 3.49,74  | Anders Lie Denemarken                                                                    | 3.50,03  |
| 1500 m               | Job Kienhuis Eiffel Swimmers PSV                                                  | 14.48,72 CR | Anders Lie Denemarken                                                                | 15.08,72 | Damien Cattin Vidal Vikings de Rouen                                                     | 15.27,12 |
| Rugslag              |                                                                                   |             |                                                                                      |          |                                                                                          |          |
| 50 m                 | Nick Driebergen NZA                                                               | 24,59       | Bastiaan Lijesen Eiffel Swimmers PSV                                                 | 24,88    | Jan Kersten De Columbiaan                                                                | 25,15    |
| 100 m                | Nick Driebergen NZA                                                               | 52,98       | Bastiaan Lijesen Eiffel Swimmers PSV                                                 | 54,20    | Jurjen Willemsen Eiffel Swimmers PSV                                                     | 54,70    |
| 200 m                | Nick Driebergen NZA                                                               | 1.54,25     | Joey de Ruiter Eiffel Swimmers PSV                                                   | 1.59,77  | Jamie Smithers Ealing SC                                                                 | 2.01,28  |
| Schoolslag           |                                                                                   |             |                                                                                      |          |                                                                                          |          |
| 50 m                 | Lennart Stekelenburg NZA                                                          | 27,89       | Timon Evenhuis Team Groningen                                                        | 28,24    | Rudy Ted de Haan Team Groningen                                                          | 28,42    |
| 100 m                | Thijs van Valkengoed AZ&PC                                                        | 1.01,28     | Chris Jones Ealing SC                                                                | 1.01,38  | Bram Dekker Eiffel Swimmers PSV                                                          | 1.01,93  |
| 200 m                | Devi Wolthuizen TriVia                                                            | 2.10,81     | James Kirton City of Sheffield                                                       | 2.12,64  | Thijs van Valkengoed AZ&PC                                                               | 2.13,30  |
| Vlinderslag          |                                                                                   |             |                                                                                      |          |                                                                                          |          |
| 50 m                 | Joeri Verlinden Eiffel Swimmers PSV                                               | 23,31       | Bastiaan Tamminga Eiffel Swimmers PSV                                                | 23,68    | Robin van Aggele AZ&PC                                                                   | 24,27    |
| 100 m                | Joeri Verlinden Eiffel Swimmers PSV                                               | 51,54       | Robin van Aggele AZ&PC                                                               | 53,68    | Jurjen Willemsen Eiffel Swimmers PSV                                                     | 54,08    |
| 200 m                | Joeri Verlinden Eiffel Swimmers PSV                                               | 1.54,12     | Jurjen Willemsen Eiffel Swimmers PSV                                                 | 2.00,93  | Nico van Duijn Zwitserland                                                               | 2.01,06  |
| Wisselslag           |                                                                                   |             |                                                                                      |          |                                                                                          |          |
| 200 m                | Devi Wolthuizen TriVia                                                            | 2.01,12     | Lennart Stekelenburg NZA                                                             | 2.02,89  | Bram Dekker Eiffel Swimmers PSV                                                          | 2.03,00  |
| 400 m                | Davy Verreussel Hellas-Glana                                                      | 4.20,20     | Ross Muir University of Stirling                                                     | 4.22,87  | Raymond van de Merwe WVZ                                                                 | 4.25,92  |
| Vrije slag estafette |                                                                                   |             |                                                                                      |          |                                                                                          |          |
| 4×100 m              | De Dolfijn 1 Stefan de Die Bas van Velthoven Joost Reijns Sebastiaan Verschuren   | 3.14,60 NRv | AZ&PC 1 Ewoud Tamminga Joran Barends Geert Lantink Robin van Aggele                  | 3.18,33  | Zwitserland Daniel Rast Adrien Perez Val Mikos Nico van Duijn                            | 3.21,15  |
| 4×200 m              | Eiffel Swimmers PSV 1 Joeri Verlinden Job Kienhuis Pieter Timmers Patrick Janssen | 7.16,64     | AZ&PC 1 Geert Lantink Joran Barends Ewoud Tamminga Robin van Aggele                  | 7.21,69  | Eiffel Swimmers PSV 2 Rutger van Oosterhout Steven Nonnekes Bryan Mannaart John Verhagen | 7.32,94  |
| Wisselslag estafette |                                                                                   |             |                                                                                      |          |                                                                                          |          |
| 4×100 m              | De Dolfijn 1 Nick Driebergen Lennart Stekelenburg Bas van Velthoven Stefan de Die | 3.35,40     | Eiffel Swimmers PSV 1 Bastiaan Lijesen Bram Dekker Joeri Verlinden Bastiaan Tamminga | 3.35,95  | AZ&PC 1 Joran Barends Robin van Aggele Ewoud Tamminga Geert Lantink                      | 3.40,25  |

### Vrouwen
| Onderdeel            | Goud                                                                                                  | Goud         | Zilver                                                                      | Zilver       | Brons                                                                                         | Brons   |
| -------------------- | --- | ------------ | --------------------------------------------------------------------------- | ------------ | --------------------------------------------------------------------------------------------- | ------- |
| Vrije slag           | |              |                                                                             |              |                                                                                               |         |
| 50 m                 | Saskia de Jonge NZA                                                                                   | 25,08        | Eline Boers NZA                                                             | 25,43        | Ilse Kraaijeveld ZV Orca                                                                      | 25,49   |
| 100 m                | Femke Heemskerk NZA                                                                                   | 52,95        | Saskia de Jonge NZA                                                         | 54,04        | Lucy Ellis University of Stirling                                                             | 55,19   |
| 200 m                | Femke Heemskerk NZA                                                                                   | 1.54,28 CR   | Rieneke Terink AZ&PC                                                        | 1.56,15      | Saskia de Jonge NZA                                                                           | 1.58,75 |
| 400 m                | Rieneke Terink AZ&PC                                                                                  | 4.04,35 CR   | Sharon van Rouwendaal Eiffel Swimmers PSV                                   | 4.12,30      | Trine Gudnitz Denemarken                                                                      | 4.14,79 |
| 800 m                | Trine Gudnitz Denemarken                                                                              | 8.41,78      | Eleanor Faulkner City of Sheffield                                          | 8.42,49      | Marieke Nijhuis OZ&PC                                                                         | 8.46,46 |
| Rugslag              | |              |                                                                             |              |                                                                                               |         |
| 50 m                 | Jekaterina Avramova Ealing SC                                                                         | 28,17        | Anja van der Hout De Dolfijn                                                | 28,62        | Willemijn Knot De Dolfijn                                                                     | 29,08   |
| 100 m                | Jekaterina Avramova Ealing SC                                                                         | 1.00,28      | Wendy van der Zanden Eiffel Swimmers PSV                                    | 1.00,83      | Kira Toussaint NZA                                                                            | 1.01,61 |
| 200 m                | Jekaterina Avramova Ealing SC                                                                         | 2.08,25      | Wendy van der Zanden Eiffel Swimmers PSV                                    | 2.08,68      | Kimberley Albers Eiffel Swimmers PSV                                                          | 2.14,57 |
| Schoolslag           | |              |                                                                             |              |                                                                                               |         |
| 50 m                 | Moniek Nijhuis NZA                                                                                    | 30,72        | Tessa Brouwer NZA                                                           | 31,29        | Lona Kroese NZA                                                                               | 31,89   |
| 100 m                | Moniek Nijhuis NZA                                                                                    | 1.05,78 CR   | Tessa Brouwer NZA                                                           | 1.06,54 NR18 | Lia Dekker DZ&PC                                                                              | 1.08,40 |
| 200 m                | Moniek Nijhuis NZA                                                                                    | 2.22,88 NR   | Tessa Brouwer NZA                                                           | 2.25,61 NR18 | Loes Zanderink AZ&PC                                                                          | 2.30,05 |
| Vlinderslag          | |              |                                                                             |              |                                                                                               |         |
| 50 m                 | Chantal Groot De Dolfijn                                                                              | 26,93        | Elise Bouwens NZA                                                           | 27,33        | Lenneke van Schaik De Dolfijn                                                                 | 27,85   |
| 100 m                | Sharon van Rouwendaal Eiffel Swimmers PSV                                                             | 1.00,69 NR16 | Jessica Spruit Eiffel Swimmers PSV                                          | 1.01,45      | Lenneke van Schaik De Dolfijn                                                                 | 1.01,63 |
| 200 m                | Sharon van Rouwendaal Eiffel Swimmers PSV                                                             | 2.13,54 NR16 | Lenneke van Schaik De Dolfijn                                               | 2.16,11      | Michelle Strandskov Denemarken                                                                | 2.16,84 |
| Wisselslag           | |              |                                                                             |              |                                                                                               |         |
| 200 m                | Rieneke Terink AZ&PC                                                                                  | 2.12,41      | Eloise Barber University of Stirling                                        | 2.14,23      | Lona Kroese NZA                                                                               | 2.14,84 |
| 400 m                | Rieneke Terink AZ&PC                                                                                  | 4.36,91 NR   | Sharon van Rouwendaal Eiffel Swimmers PSV                                   | 4.43,00 NR16 | Marina Ribi Zwitserland                                                                       | 4.45,22 |
| Vrije slag estafette | |              |                                                                             |              |                                                                                               |         |
| 4×100 m              | Eiffel Swimmers PSV 1 Wendy van der Zanden Maud van der Meer Jessica Spruit Clarissa van Rheenen      | 3.44,46      | Ealing SC Jenna Turner Georgina Heyn Lauren Turner Jekaterina Avramova      | 3.47,16      | De Dolfijn 1 Anja van der Hout Willemijn Knot Lenneke van Schaik Lona Kroese                  | 3.47,71 |
| 4×200 m              | Eiffel Swimmers PSV 1 Wendy van der Zanden Roxanne Linders Clarissa van Rheenen Sharon van Rouwendaal | 8.04,00      | De Dolfijn 1 Esmée Vermeulen Willemijn Knot Lona Kroese Chantal Groot       | 8.09,90      | AZ&PC 1 Ilse van Hoorn Lieke Verouden Lotte Wilms Rieneke Terink                              | 8.13,16 |
| Wisselslag estafette | |              |                                                                             |              |                                                                                               |         |
| 4×100 m              | De Dolfijn 1 Kira Toussaint Moniek Nijhuis Chantal Groot Femke Heemskerk                              | 4.01,97      | De Dolfijn 2 Anja van der Hout Tessa Brouwer Lenneke van Schaik Lona Kroese | 4.06,90      | Eiffel Swimmers PSV 1 Wendy van der Zanden Jocelyn Spruit Jessica Spruit Clarissa van Rheenen | 4.10,04 |